# Mascarilla FFP1

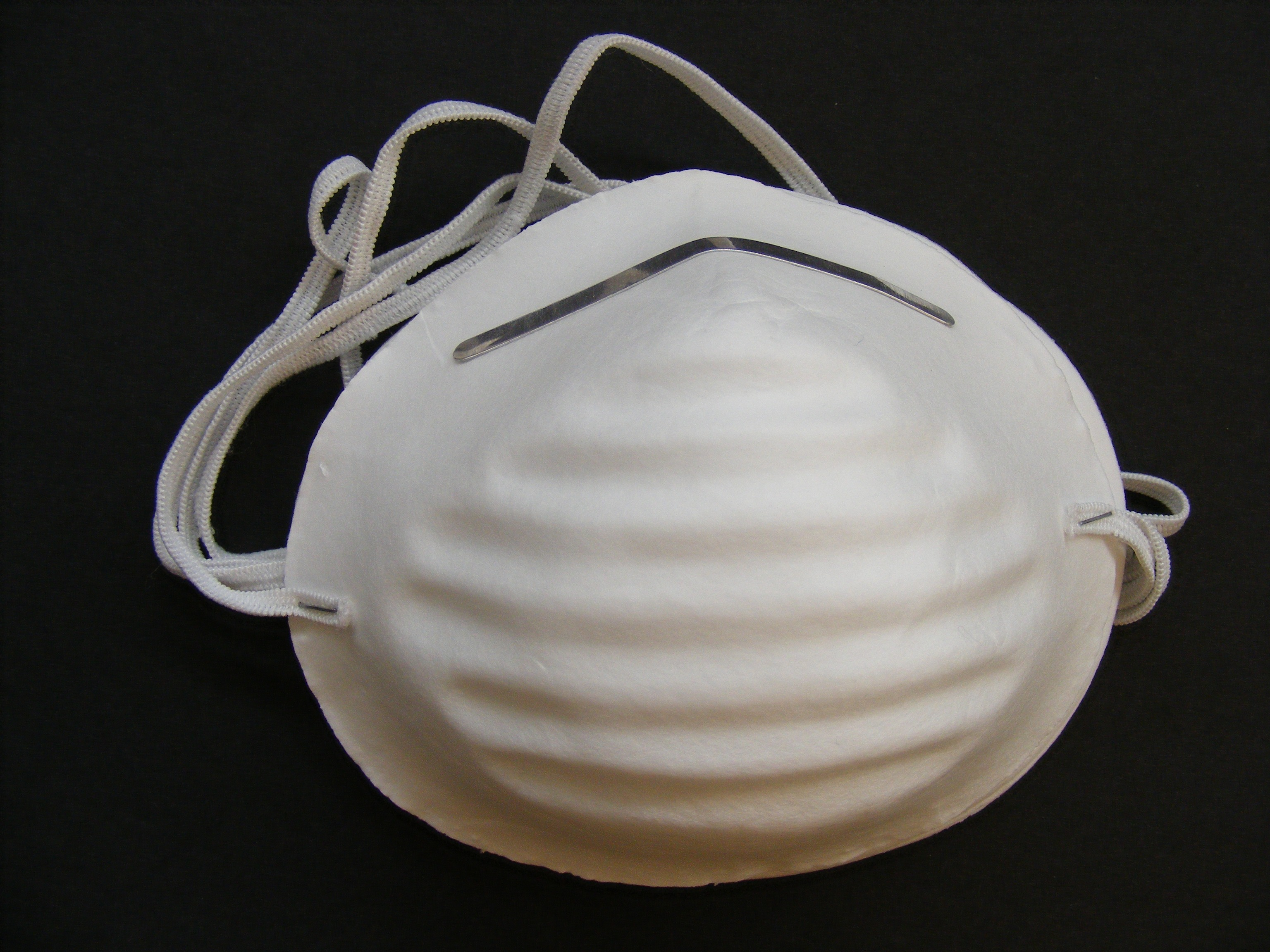
Una máscara antipolvo de media cara (nariz y boca).

Una mascarilla FFP1 o máscara antipolvo es una mascarilla protectora autofiltrante de papel flexible que se sujeta sobre la nariz y la boca con correas elásticas o de goma para brindar comodidad personal contra polvos no tóxicos molestos. Sirve para filtrar el 94% de las partículas del aire, según las normas europeas EN 143 y EN 149. Sin embargo, no están destinadas a proporcionar protección contra los peligros tóxicos en el aire. En los Estados Unidos, no están sujetas a las aprobaciones que requieren los respiradores (como los respiradores N95) y las máscaras quirúrgicas FFP2 y FFP3.
Las máscaras antipolvo se usan en entornos con polvo generado durante las actividades de construcción o limpieza, como polvo de paneles de yeso, ladrillo, madera, fibra de vidrio, sílice (de la producción de cerámica o vidrio) o barrido . Una máscara antipolvo también se puede usar en entornos con alérgenos como el polen de árboles y césped. También se usa una máscara antipolvo para evitar que el usuario inhale polvo o arena en una tormenta de polvo o tormenta de nieve negra. 

## Descripción y cuidados
Una máscara tipo FFP1 se usa de la misma manera que un respirador con máscara filtrante o una máscara quirúrgica, pero es peligroso confundirlos porque cada uno protege contra peligros aéreos específicos. El uso de la máscara incorrecta para un trabajo puede presentar un peligro significativo y posiblemente mortal, ya que muchas máscaras contra el polvo con niveles de protección muy variados pueden tener un aspecto similar e incluso máscaras que no protegen contra el polvo. Las máscaras desajustadas también son un peligro, ya que permiten que un material pase por completo a través de la máscara. Un ajuste correcto puede no ser tan crítico en las máscaras destinadas a proteger contra salpicaduras de líquidos o nieblas . Las máscaras antipolvo no protegen contra productos químicos como vapores. Por esta razón, es peligroso confundir las máscaras de polvo con respiradores utilizados como máscaras de pintura. 
Las máscaras antipolvo son una alternativa más barata, ligera y posiblemente más cómoda a los respiradores, pero no proporcionan protección respiratoria y pueden ser más susceptibles al mal uso o al mal ajuste. 
Algunas máscaras contra el polvo incluyen mejoras, como tener dos correas detrás de la cabeza (una superior y otra inferior), tener una tira de aluminio en el exterior a través del puente de la nariz que se puede doblar para un ajuste personalizado y una tira de goma con espuma en el interior a través del puente de la nariz para garantizar un mejor sellado incluso si el aluminio en el exterior no encaja. 